# Černovice (Ústí nad Labem)
Černovice (in tedesco Tschernowitz) è un comune della Repubblica Ceca facente parte del distretto di Chomutov, nella regione di Ústí nad Labem.